# 合叶属
合叶属（学名：Zygocotyle）为同盘科的一个属。

## 下属物种
本属包括以下物种：
- Zygocotyle ceratosa Stunkard, 1916
- 新月形合叶吸虫 Zygocotyle lunata (Diesing, 1836) Stunkard, 1916